# Memorial 1714
El Memorial 1714 és una associació cívica i sense ànim de lucre constituïda el 26 de juny de 1985 amb la finalitat immediata de dignificar i rehabilitar el Fossar de les Moreres, i de recuperar i donar a conèixer la seva història i els seus orígens, sense trencar la continuïtat amb el col·lectiu de persones que es va reunir. l'any 1977 per a restaurar la placa amb el vers de Frederic Soler "Pitarra" a la Plaça del Fossar. Aquest grup va formar l'any 1978 l'original "Comissió Pro Fossar de les Moreres-Memorial 1714". Actualment l'associació dedica els seus esforços a la preservació i difusió de la història de Catalunya, encara que el seu enfocament principal se centra en els fets que van envoltar el setge de Barcelona de 1714, moment crític de la seva història. En definitiva, amb el seu esforç voluntari, el Memorial 1714 manté viva la flama de la història de Catalunya, com abans s'ha dit, al Fossar de les Moreres.

## Seu social
La seu social està situada al Fossar de les Moreres, atès que el centre de la tasca de l'associació està molt relacionat amb aquest lloc històric de Barcelona. Aquest memorial commemora els morts defensant les Constitucions i llibertats de Catalunya durant la Guerra de Successió. El desenllaç del conflicte va comportar la desaparició de l'Estat Català i va deixar la Nació Catalana vulnerable a l'absolutisme borbònic.

## Objectius
L'associació té com a objectius:
1. Difondre la realitat catalana: Donant a conèixer la realitat nacional de Catalunya i el seu context geogràfic.
2. Educar sobre la història: Fomentar la comprensió i la consciència de la història catalana, especialment de la Guerra de Successió i les seves conseqüències

## Activitats
El Memorial 1714 organitza diverses activitats:
1. Diades: Cinc dates clau amb contingut cívic, patriòtic i educatiu.
2. Exposicions: Espectacles visuals que contribueixen a la recuperació històrica.
3. Publicacions: revistes, manifestos i llibres que comparteixen investigacions i coneixements.

## Llibres
- Barcelona 1713, capital d'un Estat.  Barcelona: Llibres de l'índex, 2013. ISBN 9788494133848.

- Peñarroja, J. Barcelona: sentir l'onze de setembre 1714-2014 (en francès).  Llibres de l'Índex, 2007 (Barcelona: sentir l'onze de setembre 1714-2014). ISBN 978-84-96563-55-1.